# Miles Burris
Miles James Burris (nacido el 27 de junio de 1988) es un actor y ex linebacker de fútbol americano que jugó para los Oakland Raiders de 2012 a 2014. Jugó fútbol americano universitario en San Diego State y fue seleccionado en la cuarta ronda del Draft de la NFL de 2012 por los Oakland Raiders. En su temporada de novato, Burris inmediatamente se convirtió en una parte regular de la defensiva de los Raiders, iniciando todos los juegos menos uno esa temporada. También ha trabajado como actor, apareciendo en la película Safety de Disney+, así como en The Righteous Gemstones de HBO y la serie Lucifer de Netflix.

## Primeros años y universidad
Nacido en Orangevale, California, Burris se graduó de Granite Bay High School en Granite Bay, California en 2007. En Granite Bay, fue nombrado dos veces All-Metro League y fue el jugador defensivo del año de Granite Bay después de sus temporadas junior y senior.
Burris fue dos veces seleccionado en el primer equipo de la Conferencia All-Mountain West en San Diego State y lideró a los Aztecs en tacleadas en su último año, registrando 78 paradas, incluidas 46 tacleadas en solitario y 19,5 tacleadas para pérdida. Burris agregó ocho capturas y tres balones sueltos recuperados esa misma temporada. Tuvo 9.5 capturas como junior, lo que lo ubicó como el séptimo total más alto en una sola temporada en la historia del programa. También lideró al equipo con 80 tacleadas y fue nombrado Estudiante-Atleta del Año del Estado de San Diego en 2010.

## Carrera profesional
Según sus resultados de NFL Scouting Combine y Pro Day, NFL Draft Scout proyectó que Burris sería una selección de quinta ronda del Draft de la NFL. En el Draft de la NFL de 2012, los Oakland Raiders seleccionaron a Burris en la cuarta ronda como la selección general número 129. Como novato, Burris jugó los 16 partidos y fue titular en 15 y tuvo 62 tacleadas sin asistencia, 34 asistencias, 1,5 capturas, 3 pases desviados y una intercepción. El 23 de diciembre, Burris interceptó al mariscal de campo de los Carolina Panthers, Cam Newton, y devolvió la selección para 7 yardas después de que Philip Wheeler desviara el pase. Esta intercepción puso fin a la racha de Newton de 176 pases sin intercepción. Burris fue liberado de los Raiders luego del Draft de la NFL de 2015.

## Carrera de actuación
Luego de numerosas lesiones, Burris se retiró del fútbol en 2017 y decidió ingresar al campo de la actuación, después de haber tomado un curso de actuación mientras asistía a San Diego State. En el 2020, interpretó a un jugador de fútbol llamado Keller en la película Safety exclusiva de Disney+. También interpreta a Titus en The Righteous Gemstones (temporada 2) de HBO y a Jofiel en la serie de Netflix Lucifer.

## Filmografía

### Películas
| Año  | Título              | Papel          | Notas               |
| ---- | ------------------- | -------------- | ------------------- |
| 2018 | iBOT                | Guardaespaldas |                     |
| 2019 | A Death Perspective | Chris Sultan   |                     |
| 2020 | Safety              | Keller         | Película de Disney+ |

### Televisión
| Año  | Título                  | Papel            | Notas                                        |
| ---- | ----------------------- | ---------------- | -------------------------------------------- |
| 2017 | James Blondes           | Invitado de gala | Episodio: "The Gala 00B"                     |
| 2017 | A Royal Christmas Ball  | Emile            | Película de televisión                       |
| 2018 | Code Black              | Logan            | Episodio: "As Night Comes and I'm Breathing" |
| 2018 | Teachers                | Fortachón #1     | Episodio: "The Book Challenge"               |
| 2018 | Art Prison              | Coleccionista    | Piloto                                       |
| 2020 | Single Parents          | Jared R.         | Episodio: "No. Wait. What? Hold on."         |
| 2021 | Lucifer                 | Jofiel           | 2 episodios                                  |
| 2022 | The Righteous Gemstones | Titus            | 5 episodios                                  |
| 2022 | The Really Loud House   | Rip Hardcore     | 2 episodios                                  |